# Infallible
Albums de Hangar
The Reason of Your Conviction
(2007)
Infallible est le quatrième album du groupe brésilien de heavy metal Hangar.

## Liste des morceaux
1. "The Infallible Emperor (1956)" – 5:25
2. "Colorblind" – 5:28
3. "Solitary Mind" – 4:31
4. "Time to Forget" – 3:49
5. "A Miracle in My Life" – 7:25
6. "The Garden" – 4:20
7. "Dreaming of Black Waves" – 3:34
8. "Based on a True Story" – 5:07
9. "Handwritten" – 4:35
10. "Some Light to Find My Way" – 5:18
11. "39’" (Bonus track) – 3:47

## Formation
- Humberto Sobrinho (chant)
- Eduardo Martinez (guitare)
- Fabio Laguna (claviers)
- Nando Mello (basse)
- Aquiles Priester (batterie)